# Varal de Morales
Varal de Morales är en ort i Mexiko.   Den ligger i kommunen Pénjamo och delstaten Guanajuato, i den centrala delen av landet, 290 km väster om huvudstaden Mexico City. Varal de Morales ligger 1 738 meter över havet och antalet invånare är 215.
Terrängen runt Varal de Morales är platt åt sydost, men åt nordväst är den kuperad. Terrängen runt Varal de Morales sluttar söderut. Runt Varal de Morales är det ganska tätbefolkat, med 104 invånare per kvadratkilometer. Närmaste större samhälle är Pénjamo, 9,4 km nordost om Varal de Morales. I omgivningarna runt Varal de Morales växer huvudsakligen savannskog.